# Luna–12
A Luna–12 (E-6LF-102) (oroszul: Hold) második generációs szovjet holdautomata, a Luna-program része. A Hold harmadik mesterséges holdja lett.

## Küldetés
Tervezett feladata a Hold megközelítése – körpályára állás, felületének fényképezése és a Hold körüli térség kutatása. Repülés közben a kozmikus sugárzás, a napszél, a mikrometeoritok, az interplanetáris anyag és a Hold mágneses terének vizsgálata.

## Jellemzői
Építette és üzemeltette az OKB–1 (oroszul: Особое конструкторское бюро №1, ОКБ-1), később Lavocskin-tervezőiroda.
1966. október 22-én a bajkonuri indítóbázisról, egy háromlépcsős, párhuzamos elrendezésű Molnyija hordozórakétával (8K78) állították Föld körüli parkolópályára. Az orbitális egység pályája 88,58 perces, 51,92 fokos hajlásszögű, az elliptikus pálya adatai: perigeuma 199 kilométer, apogeuma 212 kilométer volt. Az utolsó fokozat hajtóművének újraindításával elérte a szökési sebességet. Három ponton stabilizált (Föld-, Hold- és Nap-központú) űreszköz. Hasznos tömege 1640 kilogramm. Október 23-án pályakorrekciót hajtottak végre a hideggáz-fúvókák segítségével. Teljesen megegyezett a Luna–11 űrszondával.
Felépítése: szállító- valamint fékezőegység, vezérlőegység, csillagérzékelő (tájolás), orientációs gáztartály és hideggáz-fúvókák, kormányhajtóművek; fékezőegység, üzemanyagtartályok és a fékező hajtómű. Az önálló holdszputnyik belsejében rádiórendszer (adó-vevő), vezérmű, áramforrások, hőszabályzó, antennák; felületén plazmadetektor, radiométer, szcintillációs gamma- spektrométer, magnetométer, rádiócsillagászati eszköz. Áramellátását vegyi akkumulátorok biztosították.
Az október 25-én végrehajtott fékezést követően a műszertartály nem vált el a hordozóegységtől, Hold körüli pályára állt. Keringési ideje 3 óra 25 perc volt. Hold körüli pályaadatai: 0,0 fokos hajlásszög, periszelénium (a Holdhoz legközelebb eső pontja, első keringésnél: 100 kilométer) és az aposzelénium (a Holdtól legtávolabb eső pontja, első keringésnél 1740 kilométer).
Az alapkutatáson túli feladata további adatgyűjtés a Holdra történő sima leszállás megvalósításához. 602 Hold körüli keringés alatt 302 rádiókapcsolatot létesített. 90 napos élettartamot követően, az akkumulátorok kimerülése miatt az utolsó kapcsolat január 19-én volt.

## Külső hivatkozások
- Luna–12. zarya.info. [2022. július 1-i dátummal az eredetiből archiválva]. (Hozzáférés: 2013. január 18.)
- Luna–12. astronautix.com. (Hozzáférés: 2013. január 18.)
- Luna-12. skyrocket.de. (Hozzáférés: 2013. január 18.)
- Luna-12. ib.cas.cz. [2013. október 13-i dátummal az eredetiből archiválva]. (Hozzáférés: 2013. január 18.)
- Luna-12. nasa.gov. (Hozzáférés: 2013. január 18.)

| Elődje: Koszmosz–11 | Luna-program 1963–1968 | Utódja: Luna–13 |